# Ognjen Tadić
Pour les articles homonymes, voir Tadić.
Ognjen Tadić, né le 20 avril 1974, est un homme politique bosnien,,, avocat, journaliste et sociologue.
Il est l'auteur des livres « Field of Conflict » (Besjeda, Banja Luka, 2023[1], première édition ; Journal officiel de la Republika Srpska, Banja Luka, 2025, deuxième édition), « Dayton Law » (Journal officiel de la Republika Srpska, Banja Luka, 2025) et « Dayton Policy » (Journal officiel de la Republika Srpska, Banja Luka, 2025), ainsi que de plusieurs articles scientifiques et professionnels dans le domaine de la sociologie et du droit.